# 卡拉马塔战役
卡拉马塔战役，爆发于1821年3月22日，是希腊独立战争早期起义的一个战役。战争结局是，希腊人收复了卡拉马塔。卡拉马塔成为希腊第一个脱离奥斯曼土耳其统治的城市。